# Presteidfjorden
Presteidfjorden er en fjord i Hamarøy kommune i Nordland fylke i Norge. Den er den sydvestlige, indre del af en bugt som går ind fra  Vestfjorden, omkring Tannøya, mellem  Tranøya i vest og Horneset i øst.

## Presteidfjordens geografi
Fjorden har sit indløb mellem Jektneset, syd for Hamlot i vest, og Gunnarboren, på vestsiden af Jørenvik, i sydøst, og går 4,9 kilometer sydvestover mod Presteid. Med Presteidstraumen og Glimma er fjordens totale længde ca. 8,5 kilometer.

### Finnvikpollen
Fra det 2,2 kilometer brede indløb mellem Nygårdshaugen i nord og Hammarneset i syd går Finnvikpollen omtrent to kilometer ind til Pollstranda og udløbet til Pollelva på østsiden af Presteidfjorden. På sydsiden af bugten ligger den lille bebyggelse Finnvik.

### Presteidstraumen
Mellem Presteidfjorden i nord og Glimma i syd går den ca. én kilometer lange Presteidstraumen. Ved ebbe og flod bliver der  kraftige tidevandsstrøm gennem det 2-300 meter brede sund.
På vestsiden af sundet ligger bygden Presteid med en fiskecamp i tilknytning til strømmen. Fylkesvej 81 krydser sundet over Presteidbroen.

### Glimma
Syd for Presteidstraumen ligger den delvis afsnørede havbugt Glimma (på bokmål også kaldt Glimmen). Glimma er omkring 3 km², og har en længde fra Presteidstraumen mod syd til bunden, på 2,5 kilometer. Flere små elve munder ud i Glimma og giver brakvand. Største dybde er 50 meter.
På nordvestsiden, mellem Oppeid og Kaldstad, ligger Dragseidet hvor der kun  er 550 meter til Lilandspollen ved Kaldvågfjorden.

## Kulfjorden
Kulfjorden er en lille fjordarm mod vest i Presteidfjorden, som går 2,4 kilometer mod nordvest fra indløbet mellem Storøya og Djupvikneset. De to arme Bjøllosen og Hesskogosen går i nordlig retning fra fjorden. Største dybde er 24 meter midt i fjorden.